# Władysław Zieliński
Władysław Zieliński (Varsovia, 24 de julio de 1935) es un deportista polaco que compitió en piragüismo en la modalidad de aguas tranquilas.
Participó en tres Juegos Olímpicos de Verano entre los años 1960 y 1968, obteniendo una medalla de bronce en la edición de Roma 1960 en la prueba de K2 1000 m. Ganó una medalla en el Campeonato Mundial de Piragüismo de 1958, y tres medallas en el Campeonato Europeo de Piragüismo en los años 1959 y 1961.

## Palmarés internacional
| Juegos Olímpicos   | Juegos Olímpicos       | Juegos Olímpicos  | Juegos Olímpicos |
| Año                | Lugar                  | Medalla           | Evento           |
| ------------------ | ---------------------- | ----------------- | ---------------- |
| 1960               | Roma (Italia)          | Medalla de bronce | K2 1000 m        |
| Campeonato Mundial |                        |                   |                  |
| Año                | Lugar                  | Medalla           | Evento           |
| 1958               | Praga (Checoslovaquia) | Medalla de oro    | K2 500 m         |
| Campeonato Europeo |                        |                   |                  |
| Año                | Lugar                  | Medalla           | Evento           |
| 1959               | Duisburgo (RFA)        | Medalla de bronce | K1 4 × 500 m     |
| 1959               | Duisburgo (RFA)        | Medalla de bronce | K2 500 m         |
| 1961               | Poznań (Polonia)       | Medalla de plata  | K2 500 m         |